# Hadebald
Hadebald (* vor 819; † 841) war von 819 bis 841 Erzbischof von Köln.
Hadebald wurde im Frühjahr des Jahres 819 zum neuen Erzbischof von Köln gewählt. 825 war er als missus Regius (Königsbote) tätig. Im Jahr 826 zeigte Hadebald Interesse an der nordischen Mission, indem er dem Heiligen Ansgar ein Schiff für seine Missionsreise nach Dänemark schenkte. Er weihte die Stephanskirche in Werden (Ruhr) und nahm 829 an einer Mainzer Synode teil. Seit 833 war er krank. 838 erschien er noch auf einem Hoftag in Aachen.
833 tauchte sein Name in der Ausleihbibliothek des Domkapitels auf, als er ein Evangeliar, ein Lektionar, die Sprüche Salomonis entlieh. Für seine Schwester entlieh er ein Sakramentar mit Lektionar sowie ein einbändiges Antiphonar, und für deren Sohn einen Band mit Psalmen. Alles war von größtem Wert. Familienmitglieder lebten seit 833 im Bischofshof. Die genannten und weitere Familienmitglieder wie sein Bruder Helmbald versuchten auch noch nach Hadebalds Tod, dort weiterhin ihre Stellung zu halten. Mit den Briefen Papst Gregors des Großen ist in der Dombibliothek (Hs.93 Kat.Nr.34) die anscheinend einzige zu seiner Zeit im Skriptorium der Domschule geschriebene Handschrift erhalten.
Die Namensgleichheit mit seinem Vorgänger Hildebald (Hildebold) lässt vermuten, dass auch diese beiden aus einer Sippe stammten. Bekräftigt wird diese Vermutung durch die Tatsache, dass nach Hadebalds Tod 841 mit dem Neffen Liutbert, dem Sohn von Hadebalds Bruder Hasbald, ein weiteres Sippenmitglied als erwählter Bischof auf den Bischofssitz gebracht werden sollte. Allerdings nannten die Bonner Urkunden kurze Zeit später einen anderen, nämlich den Erzkanzler Kaiser Lothars I., Hilduin, den Abt von St. Denis, als berufenen Bischof von Köln. Liutbert konnte sich in Köln offenbar nicht durchsetzen und wurde schließlich 849 Bischof von Münster. 
Hintergrund dieser Kölner Wirren waren die Auseinandersetzungen zwischen den karolingischen Brüdern Lothar I. und Ludwig dem Deutschen.